# Gemma Ward
Gemma Louise Ward (Perth, Australia Occidental; 3 de noviembre de 1987), conocida como Gemma Ward, es una modelo y actriz australiana. A la edad de 16, se convirtió en la modelo más joven de portada de la edición estadounidense de Vogue y la primera modelo en aparecer en la portada de Teen Vogue. Ha estado en pasarelas para diseñadores, como: Versace, Gucci, Chanel, Valentino, Alexander McQueen, entre otros y ha aparecido en 24 portadas de Vogue en todo el mundo.

## Vida personal
Es la segunda de cuatro hijos. Su padre, Gary, es médico y su madre, Claire, enfermera. Tiene una hermana mayor, Sophie, que es modelo y escritora, y tiene dos hermanos gemelos menores, Oscar y Henry. Su verdadera pasión, actuar, nació en una representación escolar de la obra "Hansel y Gretel" en 1997. De siete a nueve años de edad ejerció la actuación.
A los 15 años su físico hizo que en 2002, cuando acompañaba a sus amigas al programa de televisión "Search for a Supermodel" fuera ella quien llamó la atención de los organizadores. Falsificaron la firma de su madre para llevarla al escenario y, aunque Gemma no ganó la competición, un vigilante de las principales agencias de modelaje en Australia, Vivien's, vio su potencial y le hizo un show reel. Llegó al escritorio del cazatalentos David Cunningham de la agencia IMG de Nueva York. "Mira la confianza que tiene. Quiero decir, ella se ve como si hubiera estado haciendo esto durante años, y solo es una niña de 15 años de edad, caminando en un callejón en Perth [...]. Es una supermodelo, seguro," reclama Cunningham viendo el showreel de Ward.
Ward y Heath Ledger se conocieron en noviembre de 2007. Pasaron la Navidad juntos en Perth antes de que Ledger regresara a Nueva York. Ledger murió de una sobredosis accidental de medicamentos el 22 de enero de 2008.
Ward y su pareja David Letts se convirtieron en padres a principios de diciembre de 2013 cuando dio a luz a una niña, seguido de un niño en enero de 2017. Su tercer hijo, una niña, nació en junio de 2020.

## Carrera

### Inicios 2003-04
A los 15 años hizo su debut en Australian Fashion Week el mayo de 2003. Gemma empezó haciendo trabajos para ropa surfera, al poco fue portada de la revista australiana Mark y un puesto en la pasarela de la Semana de la Moda de Australia, patrocinada por Mercedez-Benz. Las fotos de la revista Mark llegaron a un agente de IMG. El agente contactó Viviens, su agencia en Australia, para que participara en exclusiva en los desfiles. En 2003 firmó con la agencia IMG y en septiembre debutó en la pasarela para la colección primavera de Prada en Milán, como exclusiva.
En enero de 2004 abrió el show de alta costura de Valentino colección primavera en París. Se convirtió en el rostro para las campañas de Jil Sander, Yves Saint Laurent, y fue fotografiada por Steven Meisel para Prada. Destacó en la portada de Vogue británica el marzo y en W en la edición de abril. Su popularidad incrementó cuando con 16 años Vogue EE. UU. la llamó para aparecer en la portada de septiembre que presentaba a las nueve Tops "Modelos del Momento"; fotografiada por Steven Meisel junto con las otras modelos Daria Werbowy, Natalia Vodianova, Gisele Bundchen, Isabeli Fontana, Karolina Kurkova, Liya Kebede, Hana Soukupova y Karen Elson.

### "It girl" 2005-08

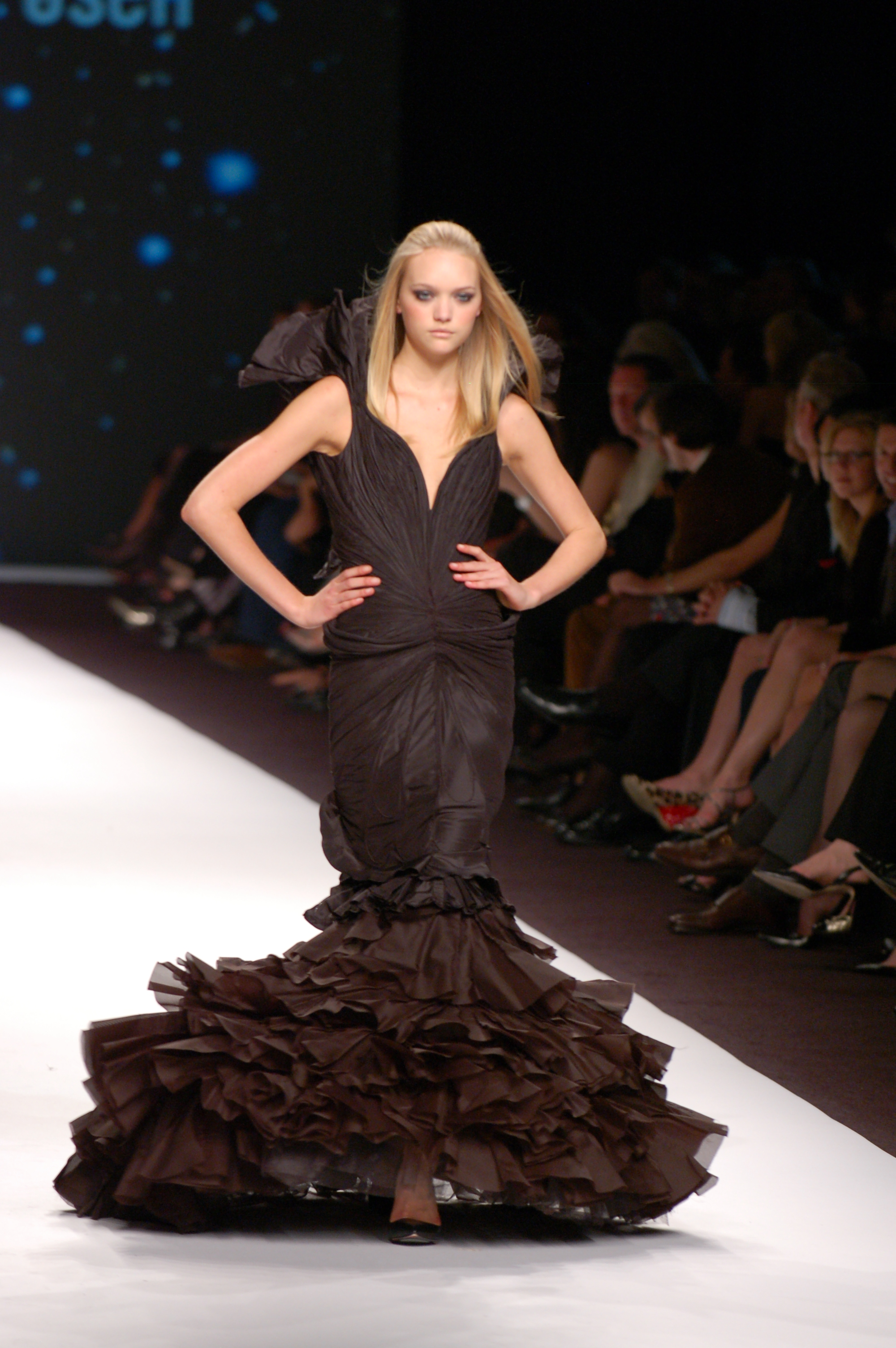
Gemma Ward modelando en la pasarela 15 de marzo de 2007.

En 2005 estuvo en las campañas de Hermès, Valentino, Burberry, y sustituyó a Kate Moss como el rostro de la fragancia "Obsession" de Calvin Klein. Participó en el videoclip de John Mayer de la canción "Daughters". Destacó en la portada de las revistas Vogue Francés edición de febrero, Vogue Italia edición de abril, y en la edición inaugural de Vogue China en septiembre. También aparece en la portada de la edición de estilo y diseño de la revista Time.
En solo tres años, Gemma se ha convertido en una multimillonaria. En 2006 el programa televisivó 60 Minutes hizo un mini documental sobre Gemma y la presentó como "It girl", la modelo que más desean en el mundo de la alta costura. En octubre del 2006 En la revista Allure, Ward fue descrita como "la modelo del momento". Director creativo de Allure, Paul Cavaco afirmó: "Pasamos por un periodo que fue muy va-va-Voom, pero ahora el péndulo ha vuelto. Gemma es etérea, no terrenal." Fotógrafo Michael Thompson dice, "Ella es una exótica rubia, la más rara de las criaturas." Ganaba $ 25,000 para caminar en la pasarelas.
En 2007 sustituyó a Stella Tennant como el rostro de Christian Dior, fotografiada por Nick Knight. Otras campañas fueron Swarovski, Louis Vuitton, y Valentino. Aparece en los anuncios para la marca japonesa de maquillaje Kose, haciendo se de ella un nombre allí. Abre y cierra la pasarela otoño de Karl Lagerfeld en París. Interpreta a Jackie Masters en la película Black Balloon, una chica que ayuda a su novio con el autismo de su hermano, junto con la muy respetada actriz Toni Collette. Abre la pasarela primavera de Celine en París. En julio del 2007 la revista Forbes hizo una lista sobre las modelos mejor pagadas, y Ward apareció entre ellas (puesto #10), junto con supermodelos como Daria Werbowy, Karolína Kurková, Natalia Vodianova, Carolyn Murphy, Jessica Miller, Alessandra Ambrosio, Adriana Lima, Heidi Klum, Kate Moss y Gisele Bündchen. 
A estado ausente en la pistas de pasarela en las últimas dos temporadas, pero sin duda ha estado haciendo su marca en la pantalla ya que Ward ganó el premio "Australian Star of the Year" y fue nominada como Mejor Actriz por Inside Film (IF) Awards en Australia. También participó en la película (2008) The Strangers como la asesina "Dollface".

### Reclusión, 2009-presente
En 2009, rumores de que Ward dejó el modelaje debido a los ataques viciosos sobre su peso. Pero la modelo atribuye el tiempo detenido, después de la prematura muerte de Ledger, a la necesidad de abordar las cuestiones personales y averiguar lo que quería de la vida. "Fue una revaluación de todo y he hecho un compromiso conmigo mismo para hacer frente algunas cosas acerca del fallecimiento de Heath y también cosas que me preocupaban antes de conocernos. Así que fue un refugio de muchas cosas en mi vida y pensé que era importante para mí, centrarme en esas cosas," dijo Ward.
La modelo hará su debut teatral en la Compañía de Teatro de Perth en Australia Occidental a finales de 2011. Ward aparece en la portada de la revista Sunday Telegraph el febrero 6.
En el 2011 aparece en Piratas del Caribe 4 como Tamara, una sirena.